# MTV Unplugged (álbum de 10,000 Maniacs)
MTV Unplugged é um álbum ao vivo de 1993 de 10,000 Maniacs, gravado para a série MTV Unplugged. No período entre a gravação e o lançamento do álbum, a vocalista Natalie Merchant deixou a banda para seguir carreira solo. Além das músicas lançadas neste álbum, quatro tomadas de "How You've Grown" foram gravadas, uma segunda tomada de Bruce Springsteen e "Because the Night" de Patti Smith e "Gold Rush Brides", um breve resumo de "Puff the Magic Dragon" e três outras músicas com David Byrne como um cantor convidado: "Let the Mystery Be" (duas tomadas "Few and Far Between" e Campfire Songs: The Popular, Obscure and Unknown Recordings), "Jolene" e "Dallas" de Dolly Parton.

## Recepção
O álbum estreou em seu pico #13 e passou 45 semanas nas paradas. Foi certificado 3× Platinum pela RIAA.
O single "Because the Night" alcançou o 11º lugar, duas posições acima da versão original de Patti Smith em 1978. Continua sendo o maior sucesso da banda.

## Faixas
1. These Are Days
2. Eat For Two
3. Candy Everybody Wants
4. I'm Not The Man
5. Don't Talk
6. Hey Jack Kerouac
7. What's the Matter Here?
8. Gold Rush Brides
9. Like the Weather
10. Trouble Me
11. Jezebel
12. Because The Night
13. Stockton Gala Days
14. Noah's Dove